# マンフレート・モイラー
マンフレート・モイラー（Manfred Meurer、1919年 9月8日 - 1944年 1月22日）は、第二次世界大戦時のドイツ空軍の夜間戦闘機のエース・パイロットである。130回の作戦飛行に出撃して65機の戦果を挙げた。また柏葉付騎士鉄十字勲章の受勲者である。騎士鉄十字勲章とそれより上位の柏葉剣付は戦場での卓越した行為や軍事上のリーダーシップを発揮した者に授与された。

## 経歴
モイラーは1919年 9月8日にハンブルクで生まれ、1938年にドイツ空軍に入隊した。1939年に飛行訓練を受ける前は高射砲大隊に所属していた。1941年遅くに第1夜間戦闘航空団（NJG 1）/第9飛行中隊に少尉として配属された。
最初の戦果は1942年3月26–27日の初めての作戦飛行で挙げられた。その年の末までで更に7機を撃墜し、1943年1月にモイラーはNJG 1/第3飛行中隊の飛行中隊長に任命された。2月14–15日に3機の重爆撃機を、3月12–13日に更に4機を撃墜し、4月には騎士鉄十字勲章を授与された。5月中に14機程の戦果を挙げ、7月にモスキートを撃墜して50機撃墜を達成した。8月に騎士鉄十字勲章に柏葉を追加授与された。
1943年8月5日にモイラー大尉は第5夜間戦闘航空団（NJG 5）/第II飛行隊に飛行隊長として異動となったが、9月には再びNJG 1/第I飛行隊に飛行隊長として戻ってきた。第I飛行隊はハインケル He 219を装備しており、モイラーはこの機種に搭乗して5機を撃墜した。
1944年1月21–22日の夜にモイラーの乗機のHe 219A-0はベルリン爆撃に襲来したアブロ ランカスターと衝突、墜落してモイラーと同乗のレーダー操作員ゲルハルト・シャイベ（Gerhard Schiebe）曹長は死亡した。
モイラーは130回の作戦飛行に出撃し、40機の4発爆撃機と2機のモスキートを含む65機を撃墜した。これらの戦果は全て夜間に挙げられたものであった。

## 受勲
- 鉄十字章（1939）
  - 2級（1942年4月17日）[1]
  - 1級（1942年12月19日）[1]
- 空軍名誉杯（1943年3月15日）[2]
- ドイツ十字章金章（1943年3月31日）：第1夜間戦闘航空団/第3飛行中隊の中尉として[3]
- 柏葉付騎士鉄十字章
  - 騎士鉄十字章（1943年4月16日）：第1夜間戦闘航空団／第3飛行中隊長の中尉として[4][5]
  - 柏葉 第264号（1943年8月2日）：第1夜間戦闘航空団／第3飛行中隊長の大尉として[4][6]

## 参照
出典
1. 1 2  Thomas 1998, p. 74.
2. ↑  Obermaier 1989, p. 57.
3. ↑  Patzwall and Scherzer 2001, p. 307.
4. 1 2  Scherzer 2007, p. 540.
5. ↑  Fellgiebel 2000, p. 309.
6. ↑  Fellgiebel 2000, p. 70.

参考文献
- Fellgiebel, Walther-Peer (2000). Die Träger des Ritterkreuzes des Eisernen Kreuzes 1939-1945 (in German). Friedburg, Germany: Podzun-Pallas. ISBN 3-7909-0284-5.
- Obermaier, Ernst (1989). Die Ritterkreuzträger der Luftwaffe Jagdflieger 1939 - 1945 (in German). Mainz, Germany: Verlag Dieter Hoffmann. ISBN 3-87341-065-6.
- Patzwall, Klaus D. and Scherzer, Veit (2001). Das Deutsche Kreuz 1941–1945 Geschichte und Inhaber Band II (in German). Norderstedt, Germany: Verlag Klaus D. Patzwall (in German). ISBN 3-931533-45-X.
- Scherzer, Veit (2007). Ritterkreuzträger 1939 - 1945 Die Inhaber des Ritterkreuzes des Eisernen Kreuzes 1939 von Heer, Luftwaffe, Kriegsmarine, Waffen-SS, Volkssturm sowie mit Deutschland verbündeter Streitkräfte nach den Unterlagen des Bundesarchives (in German). Jena, Germany: Scherzers Miltaer-Verlag. ISBN 978-3-938845-17-2.
- Scutts, Jerry (1998). German Night Fighter Aces of World War 2. Osprey Publishing. ISBN 1-85532-696-5.
- Thomas, Franz (1998). Die Eichenlaubträger 1939–1945 Band 2: L–Z (in German). Osnabrück, Germany: Biblio-Verlag. ISBN 3-7648-2300-3.